# Der König der Masken
Der König der Masken (Originaltitel: chinesisch 變臉 / 变脸, Pinyin Biànliǎn, Jyutping Bin3lim5, internationaler Titel englisch The King of Masks) ist ein chinesisches Drama von Wu Tianming aus dem Jahr 1996.

## Inhalt
Der alte Straßenkünstler Wang ist ein Einzelgänger. Die Kunst des Maskenwechselns, ein berühmtes Element der Sichuan-Oper, beherrscht Wang in einmaliger Weise, doch wird sein Wissen und Können mit ihm aussterben. Das Geheimnis des schnellen Abreißens der Masken darf nur an einen männlichen Nachkommen weitergegeben werden und Wangs einziger Sohn starb bereits im Kindesalter. Meister Liang, der als bester Frauendarsteller der Oper gilt, überzeugt Wang davon, sich einen Enkel zu suchen, der seine Kunst erlernen kann. Wang kauft sich in einem Armenviertel einen kaum siebenjährigen Jungen, den er „Hündchen“ ruft und von dem er sich „Großvater“ nennen lässt. Beide leben zusammen mit dem Äffchen „General“ auf dem Hausboot Wangs. Bald jedoch erkennt Wang, dass es sich bei dem vermeintlichen Jungen um ein Mädchen handelt und wendet sich verbittert über sein Schicksal von ihr ab. Er erlaubt ihr, als eine Art Dienerin für ihn zu arbeiten und sie muss ihn „Herr“ nennen – die Kunst des Maskenwechselns behält er für sich.
In den folgenden Monaten bringt er ihr artistische Kunststücke bei, mit denen sie ihn bei seinen Maskenwechselvorführungen begleitet. Als Hündchen eines Tages hinter das Geheimnis des Maskenwechselns kommen will, entzündet sich eine Maske an einer Kerze. In der Folge brennt neben den Masken auch fast das ganze Hausboot ab. Wang und Hündchen leben nun in bitterster Armut, auch wenn Wang zu stolz zum Betteln ist. Hündchen wird beim Stehlen erwischt, von einem Mann entführt und in ein Haus gesperrt. Hier findet sie einen kleinen Jungen vor, der ebenso wie sie entführt wurde. Gemeinsam fliehen sie und Hündchen bringt den Jungen unerkannt auf Wangs Hausboot. Dem war von einer Priesterin vorhergesagt worden, dass er bald einen Enkel haben werde, und so nimmt er den Jungen an. Kurze Zeit später wird er als Kindesentführer verhaftet, da der Junge von seiner reichen Familie bereits polizeilich gesucht wurde. Die Soldaten erpressen von Wang das Geständnis, ein Entführer zu sein. Hündchen wendet sich in ihrer Verzweiflung zunächst an Meister Liang, dem als Schauspieler jedoch die Hände gebunden sind und stürzt sich anschließend aus Verzweiflung vor den Augen eines hochrangigen Militärs von einem Dach – er hatte ihr Hilfe in der Sache verweigert. Durch die Tat des Mädchens erschüttert und da sein Lieblingsdarsteller Liang seinen Freund Wang ebenfalls unschuldig weiß, gelingt es dem Militär, die Freilassung Wangs zu erwirken. Wang erkennt die tiefe Liebe Hündchens zu ihm und nimmt sie als seine Enkelin an. Sie darf ihn wieder „Großvater“ nennen und erlernt die Kunst des Maskenwechsels von ihm.

## Kritik
Cinema.de bewertete den Film als „rührendes kleines Meisterwerk, das vor exotischen Bildern großer Landschaften und alter Städte einen ewigen Menschheitstraum erzählt: ein Zuhause zu finden“. König der Masken sei „schlicht und wunderschön“. Das Lexikon des internationalen Films bezeichnete König der Masken als „formal und inhaltlich beeindruckende[n] Film“, der „für eine tolerante Menschlichkeit sowie für Vertrauen in die eigenen Gefühle“ werben würde.
Auch TV Spielfilm befand, der Film sei ein „rührendes Kunststück über Freundschaft“ und „ein visueller Leckerbissen“.

## Auszeichnungen (Auswahl)
Tokyo International Film Festival 1996
- Beste Regie: Wu Tianming
- Bester Darsteller: Zhu Xu

Lucas Film Festival Frankfurt 1996
- Lucas für den Besten Kinderfilm

Cannes Junior 1997
- Bester Film

International Istanbul Film Festival 1997
- Bester Film, Grand Prix Award, Cine Award

Internationales Fajr-Filmfestival 1998
- Crystal Simorgh für den besten Darsteller: Zhu Xu

Moscow International Film Festival for Children and Young People
- Bester Film
- Beste Regie